# Капела Светог Георгија у Равнима
Капела Светог Георгија у Равнима, на територији града Ужица, налази се у главној дворишној кући познате свештеничке лозе Смиљанића. Припада Епархији жичкој Српске православне цркве.
Целом ширином куће налазила се отворена покривена тераса (дивинина), широка око 2,5 метра, коју су звали „под иконом”. На крају терасе, према истоку, широк колико и тераса, налазио се велики орман направљен од тврдог дрвета, у облику малог иконостаса, тамне боје, украшен дрворезом. На највишој полици налазила се велика икона Светог Великомученика Георгија. Ову икону је неко од старих свештеника Смиљанића донео из Свете Горе.
Пред овим олтаром вршени су предбрачни испити, прекађивали се славски колачи и кољива за подушја, крштавана новорођенчад, читане молитве болесницима, молило се Богу за кишу, плодну и родну годину.
Када је 1954. године дворишна кућа поправљана и дограђивана, једна просторија је озидана и намењена за капелу, коју је осликао Јанко Брашић, сликар из Опарића.